# Élection présidentielle libérienne de 2017
L'élection présidentielle libérienne de 2017 se tient les 10 octobre et 26 décembre 2017 en même temps que les élections législatives afin d'élire le président et le vice-président de la république du Liberia. 
Aucun candidat n'ayant recueilli la majorité absolue, un second tour est organisé entre les deux candidats arrivés en tête. Prévu initialement le 7 novembre, il est reporté la veille par la Cour suprême à la suite du dépôt de plaintes pour fraude électorale par les candidats arrivés en deuxième et troisième position. Finalement organisé le 26 décembre 2017, il donne lieu à une alternance. George Weah (Congrès pour le changement démocratique) est élu face au candidat du gouvernement sortant, le vice-président Joseph Boakai (Parti de l'unité).

## Modes de scrutin
Le président du Liberia est élu au scrutin uninominal majoritaire à deux tours pour un mandat de six ans, renouvelable une seule fois. Si aucun candidat ne recueille la majorité absolue des suffrages exprimés au premier tour, un second est convoqué entre les deux candidats arrivés en tête au premier, et celui recueillant le plus de suffrages l'emporte.
Chaque candidat se présente avec un colistier, lui même candidat à la vice présidence. Tous deux doivent être âgés d'au moins trente cinq ans, posséder de naissance la nationalité libérienne — limitée aux seuls personnes « négros ou d'ascendance négro » — et résider dans le pays depuis au moins dix ans. Leur mandat débute le troisième lundi de janvier de l'année suivant l'élection présidentielle.
Le vice président devient de droit le président du Sénat, au sein duquel il ne vote qu'en cas d'égalité des voix pour et contre. Il remplace le président en cas de vacance du pouvoir, jusqu'au terme de son mandat de six ans. S'il devient à son tour candidat à la présidence au cours d'une élection ultérieure, ce remplacement en cours de mandat ne compte pas vis-à-vis de la limitation à deux mandats. En cas d'empêchement du seul vice président, le président nomme un successeur avec le vote favorable de chacune des deux chambres du parlement. En cas d'empêchement simultané du président et du vice président, le président de la Chambre des représentants devient président par intérim et supervise l'organisation d'une élection présidentielle dans les quatre vingt dix jours.

## Candidats à la présidence
- Joseph Boakai[2], Parti de l'unité, vice-président du Liberia depuis le 16 janvier 2006.
- Charles Brumskine[3]
- MacDella Cooper[4]
- Alexander B. Cummings[5]
- Prince Johnson[2], sénateur pour le comté de Nimba depuis le 13 janvier 2006.
- Joseph Mills Jones[6]
- Richard Miller
- Benoni Urey[2]
- George Weah[7], Congrès pour le changement démocratique, sénateur pour le comté de Montserrado depuis le 14 janvier 2015.
- MacDonald A. Wento[8]
- Jeremiah Whapoe[2]

## Suspension provisoire du second tour
Le 6 novembre 2017, la Cour suprême a suspendu le second tour prévu pour le lendemain, en attendant d'examiner les recours des candidats arrivés en deuxième et troisième position. Le 20 novembre suivant, ceux-ci sont rejetés. Le second tour se tient finalement le 26 décembre.

## Résultats de l'élection présidentielle
|                          | George Weah              | Congrès pour le changement démocratique (CDC)       | 596 037   | 38,37 | 732 185   | 61,54 |  |  |  |
|                          | Joseph Boakai            | Parti de l'unité (Unité)                            | 446 716   | 28,76 | 457 579   | 38,46 |  |  |  |
|                          | Charles Brumskine        | Parti de la liberté (Liberté)                       | 149 495   | 9,62  |           |       |  |  |  |
|                          | Prince Johnson           | Union nationale pour le progrès démocratique (NUPD) | 127 666   | 8,22  |           |       |  |  |  |
|                          | Alexander Cummings       | Congrès national alternatif (ANC)                   | 112 067   | 7,21  |           |       |  |  |  |
|                          | Benoni Urey              | Parti de tous les Libériens (AL)                    | 24 246    | 1,56  |           |       |  |  |  |
|                          | Joseph Mills Jones       | Mouvement pour l'économie                           | 12 854    | 0,83  |           |       |  |  |  |
|                          | MacDella Cooper          | Parti de la restauration du Liberia (LRP)           | 11 645    | 0,75  |           |       |  |  |  |
|                          | Henry Fahnbulleh         | Parti populaire libérien                            | 11 560    | 0,74  |           |       |  |  |  |
|                          | Oscar Cooper             | Indépendant                                         | 10 381    | 0,67  |           |       |  |  |  |
|                          | MacDonald A. Wento       | Indépendant                                         | 8 968     | 0,58  |           |       |  |  |  |
|                          | Simeon Freeman           | Mouvement changement progressiste                   | 6 682     | 0,43  |           |       |  |  |  |
|                          | Isaac Wiles              | Parti démocratique de la justice                    | 6 379     | 0,41  |           |       |  |  |  |
|                          | Aloysius Kpadeh          | Indépendant                                         | 5 922     | 0,38  |           |       |  |  |  |
|                          | Kennedy Sandy            | Parti de la transformation du Liberia               | 5 343     | 0,34  |           |       |  |  |  |
|                          | George Dweh              | Congrès rédemption démocratique                     | 4 935     | 0,32  |           |       |  |  |  |
|                          | William Tuider           | Parti Liberia nouveau                               | 4 920     | 0,32  |           |       |  |  |  |
|                          | Jeremiah Whapoe          | Vision pour un Liberia transformé                   | 3 946     | 0,25  |           |       |  |  |  |
|                          | Yarkpajuwur Mator        | Indépendant                                         | 1 940     | 0,12  |           |       |  |  |  |
|                          | Wendell McIntosh         | Action changement démocratique                      | 1 646     | 0,11  |           |       |  |  |  |
|                          |                          |                                                     |           |       |           |       |  |  |  |
| Votes valides            | Votes valides            | Votes valides                                       | 1 553 348 | 94,61 | 1 189 764 | 97,67 |  |  |  |
| Votes blancs et nuls     | Votes blancs et nuls     | Votes blancs et nuls                                | 88 574    | 5,39  | 28 360    | 2,33  |  |  |  |
| Total                    | Total                    | Total                                               | 1 641 922 | 100   | 1 218 124 | 100   |  |  |  |
| Abstention               | Abstention               | Abstention                                          | 541 707   | 24,81 | 965 585   | 44,22 |  |  |  |
| Inscrits / participation | Inscrits / participation | Inscrits / participation                            | 2 183 629 | 75,19 | 2 183 629 | 55,78 |  |  |  |

### Répartition des suffrages au second tour
| George Weah (61,54 %) |  |  | Joseph Boakai (38,46 %) |
| ▲                     |  |  |                         |
| Majorité absolue      |  |  |                         |